# Astrosierra
Genre
Astrosierra est un genre d'ophiures (échinodermes) de la famille des Gorgonocephalidae. 

## Liste des espèces
Selon World Register of Marine Species (27 janvier 2016) :
- Astrosierra amblyconus (H.L. Clark, 1909)
- Astrosierra densus Baker, 1980
- Astrosierra microconus (H.L. Clark, 1914)